# Das Pferd, das sich an dem Hirsch rächen wollte

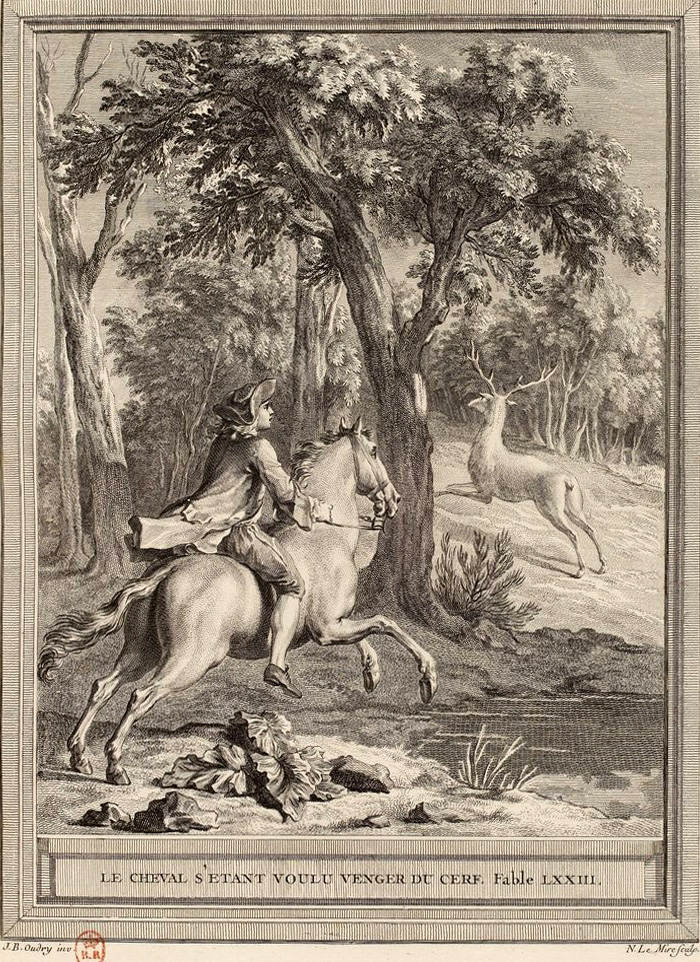
Jean-Baptiste Oudry Le Cheval s’étant voulu venger du cerf

Das Pferd, das sich an dem Hirsch rächen wollte (französisch: Le Cheval s’étant voulu venger du cerf) ist die dreizehnte Fabel im vierten Buch in Jean de La Fontaines Fabelsammlung.
Als das Pferd noch frei lebte, warb es einst den Menschen zum Bündnispartner an, um den viel behänderen Hirsch, mit dem es einen kleinen Zwist hatte, loszuwerden. Es stellte dem Reiter das Fleisch des Hirsches als Belohnung in Aussicht. Der Mensch willigte ein, dem Pferd zu helfen, und legte ihm Zaum und Sattel an, um dann gemeinsam den Hirsch zu jagen und schließlich zu erlegen. Das Pferd bedankte sich und wollte zurück in die Freiheit, jedoch konnte es sich von seinem Verbündeten nie mehr befreien.

## Analyse
La Fontaine entlieh das Thema der Fabel bei Äsop, der ebenfalls am Beispiel des Pferdes die Unmöglichkeit thematisiert, eine erreichte Kulturstufe zu überspringen und in eine frühere Entwicklungsphase zurückzugelangen. Der Protagonist schloss aus freiem Willen das Geschäft ab, obwohl dies auch negative Konsequenzen mit sich brachte, die den Nutzen überwogen. Mit der Unterstützung des Menschen konnte das nun gesattelte und gezügelte Pferd zwar den Hirsch, den es zuvor alleine vergeblich verfolgt hatte, endlich einfangen, aber auf Kosten seiner Freiheit.
Die äsopsche Version der Fabel stellt in prägnanter und abgegrenzter Form der Vieldeutigkeit der mythischen Bilder die Präzision und Eindeutigkeit ihrer Lehre entgegen. Bei La Fontaine kann der in die Abhängigkeit von Herrschaftsverhältnissen geratene Hirsch sich nicht mehr in ‚seine Wildnis‘ zurückziehen – La Fontaines Vers „Je m’en retourne en mon séjour sauvage“ impliziert die Distanz der zivilisierten zur natürlichen Welt.